# GOLDEN☆BEST 吉田拓郎 THE LIVE BEST
『GOLDEN☆BEST 吉田拓郎 THE LIVE BEST』（ゴールデン☆ベスト よしだたくろう ザ・ライブ・ベスト）は、吉田拓郎の2枚組ライブ・ベスト・アルバム。2002年11月27日発売。発売元はフォーライフミュージックエンタテイメント。

## 解説
各レコード会社から発売されているゴールデン☆ベストシリーズの中の1枚で、拓郎のライブ音源をセレクションしたベスト・アルバム。

## 収録曲

### Disc 1
1. 人生を語らず
2. 7月26日未明
3. 春だったね '73
4. 流星
5. 祭りのあと
6. いつも見ていたヒロシマ
7. もうすぐ帰るよ
8. 言葉
9. されど私の人生
  - 斉藤哲夫のカバー。
10. 伽草子
11. 唇をかみしめて
12. 今日までそして明日から
13. 旅の宿
14. 外は白い雪の夜
15. Life

### Disc 2
1. やせっぽちのブルース
2. ビートルズが教えてくれた
3. 英雄
4. マークII '73
5. 夏休み
6. I'm In Love
7. イメージの詩
8. 明日に向かって走れ
9. ひらひら
10. まにあうかもしれない
11. 今度は何回目の引越しになるんだろう
12. あゝ青春
13. 落陽
14. 結婚しようよ
15. 悲しいのは

## 関連作品
- GOLDEN☆BEST よしだたくろう ひきがたり
- 吉田拓郎 THE BEST PENNY LANE